# .458 SOCOM弾
.458 SOCOM弾（.458ソーコムだん） (11.63×40mm) は、AR-15 プラットフォームで機能するように設計された大型弾薬である。AR-15系のロワーレシーバーと5.56mm用マガジンをそのまま流用でき、対応したボルトとバレルに取り替える事で使用が可能になる。(マガジンに入る装弾数は5.56mm弾より少ない。また、Tromix社、SBR社から対応アッパーレシーバー一式としても販売されている。) 300グレーン (19 g)弾は2,405 ft⋅lbf (3,261 J)のエネルギーを持って1,900 ft/s (580 m/s)の超音速初速で発射される。

## 歴史
.458 SOCOM弾はM4 カービン銃とM16 ライフル銃で使用される5.56mm NATO弾の威力不足を解決する目的の下、特殊作戦コマンドのメンバーの非公式な議論、特にモガディシュの戦闘において、複数の射撃が失敗したという経験から生まれた。 テッポー・ジュツ社の Marty ter Weeme とTromix社の Tony Rumore は 2000 年にカートリッジを設計し、Tromix社 は 2001年2月に最初の .458 SOCOM弾 仕様ライフルを製造する契約を結んだ。
プロジェクトのスポンサーは、弾薬がM4 カービン銃で発射でき、サプレッサーを使用して亜音速で大口径の発射体を発射できる必要があるという、多くの要件を設定した。開発段階では他のさまざまなカートリッジが検討され、プロジェクトスポンサーに提案されたが、すべての要件を満たしていないとして却下された。考慮されたカートリッジは、 7.62×39mm弾 、 9×39mm弾、.45プロフェッショナル弾 (後に .450 ブッシュマスターとなる)、および.50 アクション エクスプレスだった。当時、.499 LWR弾はまだ開発段階にあり、市販されていなかった。
.45プロフェッショナル弾が除外された理由としては、ゼネラル モーターズ独自の鋼がボルトとエクストラクタに使用され、高い作動圧力に耐えられると、この弾薬の開発者が業界報道機関とのインタビューで述べたためである。 .50AE弾と.499 LWR弾は、2000 年に .501径の弾丸が 2 つしか提供されなかったため除外された。どちらも.50AE用のピストル弾として開発され、M4で撃つには亜音速抑制の役割には十分な重さではなかった。調査によると、.458 × 1.5"バーンズ弾と呼ばれるベルト付きの短い薬莢がベトナム戦争中に東南アジアで使用される制圧式ボルトアクションライフルに採用されたことが示されていた。 500グレインの弾丸を亜音速で発射するという点で本プロジェクトにも効果的であったが、銃のサイズと重量の面で理想的ではなかったため、新弾薬では直径.458インチの弾丸と組み合わせることが決まった。
薬莢のデザインはTromix社のTony Rumoreとの話し合いに基づいて最終決定された。延長された.50 AE弾の薬莢が弾倉内でうまく機能し、バレルエクステンションから発射できることが示唆された。 .50 AE弾のリムの直径は他のプラットフォーム、主にボルトアクションライフルとの互換性のために、.514 インチから.473 インチに縮小された。.473 インチ/12mm直径のリムは、1888年にGew88用に設計された7.92×57mmモーゼルと同サイズであり、すべてのボルトアクションライフル弾がそのシェルから派生した弾に収められているため、おそらく世界で最も一般的なリムサイズであると言えた。.30-06 スプリングフィールド弾、 .308 ウィンチェスター弾、およびそれらから派生した弾薬は、このリムサイズを共有している。薬莢の長さは、バーンズの 300グレインXスピッツァー弾と互換性があるように選択された。最終的な薬莢の設計は、ベースとリムの寸法が.425 Westley Richards弾と同じだが、.425インチの真鍮のコストが高いため、それから.458 SOCOM弾の薬莢を作ることは実用的ではなかった。  2009年、バーンズは、TTSX または TAC-X としても知られる300グレインの.458 SOCOM弾専用の新しい弾薬を開発した。
前述のように、.458 SOCOM弾はM4プラットフォームと互換性があるように設計されている。これにはバッファー、バッファースプリング、 NATO マガジン、多くのアフターマーケット .223/5.56弾倉、およびマガジンウェルが含まれ、これらをそのまま流用できる。5.56mm弾では弾薬は弾倉内で複列式(ダブルカラム)で積み重ねられるが、それよりはるかに大きい.458 SOCOM弾では弾倉に変更を加える事なく単列式(シングルカラム)で挿入される。標準の20 発の5.56 mm NATOマガジンは7発の.458 SOCOM弾を保持でき、30発マガジンでは10発を保持できる。

## 登場作品
- コール オブ デューティ モダン・ウォーフェア…M4A1のカスタマイズパーツとして登場。マガジンを変更する事で使用できる。
- コール オブ デューティ モダン・ウォーフェアII…M4プラットフォームのレシーバーの一つで使用できる弾丸として登場。バトルライフルのFTAC RECONで.458 SOCOM弾が使用できる。